# Douglas Héctor Lyall
Douglas Héctor Lyall (Posadas, 15 de julio de 1962) es un abogado, académico y funcionario argentino, que se desempeñó como interventor de la Administración Nacional de la Seguridad Social (ANSES) desde el 7 de agosto de 2001 hasta el 6 de diciembre de ese mismo año, aunque ya se desempeñaba en el mismo organismo desde antes con funciones de Gerente de Atención de Beneficiarios y posteriormente como Gerente General. 

## Biografía
Estudió abogacía en la Universidad de Buenos Aires y trabajó en el Ministerio de Justicia y Derechos Humanos antes de ocupar el cargo de interventor de la ANSES.

### Interventor y Director ejecutivo de la ANSES
Fue designado en el medio de una puja de poder interna dentro del gobierno de Fernando de la Rúa, entre el presidente del Comité Nacional de la Unión Cívica Radical Raúl Alfonsín y el ministro de Economía Domingo Cavallo. En su momento, la designación de Lyall como interventor se vio en los medios como un triunfo político de Cavallo. 
En los 5 meses de gestión llevó a cabo una reducción del gasto público del ente, a raíz de la ley de Déficit Cero aprobada en ese entonces. Tras asumir el cargo, en el mes de agosto, reformuló la estructura administrativa de la entidad y despidió a 108 empleados contratados. En su resolución, Lyall redujo casi el 50% de los puestos jerárquicos del organismo, tras eliminar 26 gerencias del segundo nivel de la administración (de 64 pasaron a ser 38). Durante el mismo mes redujo su salario un 22%. Entre otras reducciones, realizó el ajuste del 13% en los salarios mensuales de los trabajadores de la planta permanente y redujo en un 30% la planta de contratados.Como método para mejorar la eficacia del ente impulsó el «acuerdo programa», que establecía a cada gerente una serie de objetivos periódicos. De no conseguirlos en tiempo y forma, dejarían de percibir un plus por productividad de hasta el 30% de su remuneración básica.
Durante su gestión se realizó el pago de beneficios previsionales con el dinero obtenido a través del cese de la asistencia con el seguro de desempleo a miles de desocupados. La suma de esos beneficios incumplidos se estimó en 19 millones de pesos según él.
El 7 de noviembre el gobierno cesó la intervención del ente y Lyall pasó a ser el director ejecutivo.
Renunció el 6 de diciembre de 2001, y el ministro de Trabajo José Dumón, reemplazante de la exministra Patricia Bullrich, alegó que «Es un cambio natural. Cuando se cambian los ministros se cambian los equipos».

### Vida posterior
De 2005 a 2009 trabajó en el Poder Judicial de la Nación como relator de Cámara y Conjuez de la Cámara Nacional de Apelaciones en lo Contencioso Administrativo Federal.-
.
De 2017 a 2019, durante la gestión de Horacio Rodríguez Larreta en la Ciudad autónoma de Buenos Aires se desempeñó como parte del Gabinete de la Dirección General Legal y Técnica de la Agencia Gubernamental de Control.
En 2024, el jefe de gobierno de la Ciudad autónoma de Buenos Aires, Jorge Macri, lo designó como director general de Dictámenes dentro de la Procuración General de la Ciudad de Buenos Aires.
Ejerce como profesor Adjunto de Derecho Administrativo en la Facultad de Derecho de la UBA.